# 우라라 센리
우라라 센리(일본어: 麗 泉里 うらら せんり[*], 1월 12일 - )는 다카라즈카 가극단 츠키구미 소속 여역이다.
나가노현 토우미시, 시립 토우부 중학교 출신이다. 키 162cm, 혈액형 A형, 애칭은 "센리"이다.

## 약력
2010년, 다카라즈카 음악학교에 입학하였다.
2012년, 다카라즈카 가극단 98기생으로 입단. 입단 당시 성적은 20등이다. 소라구미 「화려한 나날 / 크라이 맥스」로 초무대를 하였다.
2013년, 구미마와리를 거치고 츠키구미에 배속되었다.

## 주요무대
| 기간 (월)   | 소속 | 제목                                                  | 공연장                                 | 배역                                   | 비고                   |
| ----------- | ---- | ----------------------------------------------------- | -------------------------------------- | -------------------------------------- | ---------------------- |
| 2012년      |      |                                                       |                                        |                                        |                        |
| 4 - 5       | 소라 | 화려한 나날                                           | 다카라즈카 대극장                      |                                        | 초무대                 |
| 4 - 5       | 소라 | 크라이 맥스 -Cry max-                                 | 다카라즈카 대극장                      |                                        | 초무대                 |
| 6 - 7       | 소라 | 화려한 나날                                           | 도쿄 다카라즈카 극장                   |                                        | 구미마와리             |
| 6 - 7       | 소라 | 크라이 맥스 -Cry max-                                 | 도쿄 다카라즈카 극장                   |                                        | 구미마와리             |
| 10 - 12     | 유키 | JIN-仁-                                               | 다카라즈카 대극장 도쿄 다카라즈카 극장 |                                        | 구미마와리             |
| 10 - 12     | 유키 | GOLD SPARK! -이 순간을 영원히-                        | 다카라즈카 대극장 도쿄 다카라즈카 극장 |                                        | 구미마와리             |
| 2013년      |      |                                                       |                                        |                                        |                        |
| 5           | 츠키 | ME AND MY GIRL                                        | 우메다예술극장                         |                                        |                        |
| 7 - 10      | 츠키 | 루팡 -ARSÈNE LUPIN-                                   | 다카라즈카 대극장 도쿄 다카라즈카 극장 |                                        |                        |
| 7 - 10      | 츠키 | Fantastic Energy!                                     | 다카라즈카 대극장 도쿄 다카라즈카 극장 |                                        |                        |
| 11 - 12     | 츠키 | JIN-仁-                                               | 전국투어                               | 오나츠                                 |                        |
| 11 - 12     | 츠키 | Fantastic Energy!                                     | 전국투어                               |                                        |                        |
| 2014년      |      |                                                       |                                        |                                        |                        |
| 1           | 츠키 | 바람과 함께 사라지다                                  | 우메다예술극장                         |                                        |                        |
| 3 - 6       | 츠키 | 다카라즈카오도리                                      | 다카라즈카 대극장 도쿄 다카라즈카 극장 |                                        |                        |
| 3 - 6       | 츠키 | 내일로의 지침 -센츄리호의 항해일지-                   | 다카라즈카 대극장 도쿄 다카라즈카 극장 | 소년 제이크 (신인공연)                 | 본역 : 하루네 아키     |
| 3 - 6       | 츠키 | TAKARAZUKA 화시집100!!                                | 다카라즈카 대극장 도쿄 다카라즈카 극장 | 소녀 (신인공연)                        | 본역 : 카노하 토키     |
| 7 - 8       | 츠키 | 다카라즈카오도리                                      | 하카타좌                               |                                        |                        |
| 7 - 8       | 츠키 | 내일로의 지침 -센츄리호의 항해일지-                   | 하카타좌                               | 소년 제이크                            |                        |
| 7 - 8       | 츠키 | TAKARAZUKA 화시집100!!                                | 하카타좌                               |                                        |                        |
| 9 - 12      | 츠키 | PUCK                                                  | 다카라즈카 대극장 도쿄 다카라즈카 극장 | 쿠모노이토 (신인공연)                  | 본역 : 시라유키 사치카 |
| 9 - 12      | 츠키 | CRYSTAL TAKARAZUKA -이미지의 결정-                    | 다카라즈카 대극장 도쿄 다카라즈카 극장 |                                        |                        |
| 2015년      |      |                                                       |                                        |                                        |                        |
| 2 - 3       | 츠키 | 바람과 함께 사라지다                                  | 중일극장                               |                                        |                        |
| 4 - 7       | 츠키 | 1789 -바스티유의 연인들-                              | 다카라즈카 대극장 도쿄 다카라즈카 극장 | 류실 (신인공연)                        | 본역 : 코토네 카즈하   |
| 9           | 츠키 | DRAGON NIGHT!!                                        | 드라마시티 분쿄시빅홀                  |                                        |                        |
| 11 - 16년 2 | 츠키 | 舞音-MANON-                                           | 다카라즈카 대극장 도쿄 다카라즈카 극장 | 마논의 그림자 (신인공연)/ 물의 정령    | 본역 : 카노하 토키     |
| 11 - 16년 2 | 츠키 | GOLDEN JAZZ                                           | 다카라즈카 대극장 도쿄 다카라즈카 극장 |                                        |                        |
| 2016년      |      |                                                       |                                        |                                        |                        |
| 3 - 4       | 츠키 | 류 마사키 콘서트 『Voice』                            | 아카사카ACT시어터 드라마시티           | SENRI                                  |                        |
| 6 - 9       | 츠키 | NOBUNAGA〈信長〉 -하천의 꿈-                          | 다카라즈카 대극장 도쿄 다카라즈카 극장 | 사츠키 쇼사이쇼노츠보네 (신인공연)     | 본역 : 모에카 유리아   |
| 6 - 9       | 츠키 | Forever LOVE!!                                        | 다카라즈카 대극장 도쿄 다카라즈카 극장 |                                        |                        |
| 10          | 츠키 | FALSTAFF                                              | 바우홀                                 | 술집의 여자, 가면의 여자               |                        |
| 10 - 11     | 츠키 | Bow Singing Workshop 〜츠키〜                         | 바우홀                                 |                                        |                        |
| 2017년      |      |                                                       |                                        |                                        |                        |
| 1 - 3       | 츠키 | 그랜드 호텔                                           | 다카라즈카 대극장 도쿄 다카라즈카 극장 | 전화교환수 메이드 (신인공연)           | 첫 에트와르            |
| 1 - 3       | 츠키 | 카르셀 윤무곡                                         | 다카라즈카 대극장 도쿄 다카라즈카 극장 |                                        | 첫 에트와르            |
| 5           | 츠키 | 나가사키시구레자카                                    | 하카타좌                               | 모모하네                               | 에트와르               |
| 5           | 츠키 | 카르셀 윤무곡                                         | 하카타좌                               |                                        | 에트와르               |
| 7 - 10      | 츠키 | All for One                                           | 다카라즈카 대극장 도쿄 다카라즈카 극장 | 앤 마리 안 (신인공연)                  | 본역 : 토카 유리노     |
| 11 - 12     | 츠키 | 봉황전                                                | 전국투어                               | 아델마                                 |                        |
| 11 - 12     | 츠키 | CRYSTAL TAKARAZUKA -이미지의 결정-                    | 전국투어                               |                                        |                        |
| 2018년      |      |                                                       |                                        |                                        |                        |
| 2 - 5       | 츠키 | 컴퍼니 -노력(레슨), 정열(패션), 그리고 동료들(컴퍼니) | 다카라즈카 대극장 도쿄 다카라즈카 극장 | 여자고등학생 타나카 노아 (신인공연)    | 본역 : 토카 유리노     |
| 2 - 5       | 츠키 | BADDY -악당(놈)은 달에서 왔다-                        | 다카라즈카 대극장 도쿄 다카라즈카 극장 |                                        |                        |
| 6 - 7       | 츠키 | 비에 부르면                                           | TBS아카사카ACT시어터                   | 녹색 드레스의 여자, 흰색 드레스의 여자 |                        |
| 8 - 11      | 츠키 | 엘리자베트 -사랑과 죽음의 윤무(론도)-                 | 다카라즈카 대극장 도쿄 다카라즈카 극장 | 여관 황태후 소피 (신인공연)            | 본역 : 토카 유리노     |
| 2019년      |      |                                                       |                                        |                                        |                        |
| 1           | 츠키 | ON THE TOWN                                           | 도쿄국제포럼                           | 돌로레스 돌로레스                      |                        |
| 3 - 6       | 츠키 | 몽현무쌍                                              | 다카라즈카 대극장 도쿄 다카라즈카 극장 | 오츠우 (소녀)                          |                        |
| 3 - 6       | 츠키 | 크룬테이프 천사의 도시                                | 다카라즈카 대극장 도쿄 다카라즈카 극장 |                                        |                        |
| 7 - 8       | 츠키 | ON THE TOWN                                           | 우메다예술극장                         | 다이아나 드림                          |                        |
| 10 - 12     | 츠키 | I AM FROM AUSTRIA -고향은 달콤한 운율-                | 다카라즈카 대극장 도쿄 다카라즈카 극장 | 한네                                   |                        |
| 2020년      |      |                                                       |                                        |                                        |                        |
| 2           | 츠키 | 데지마 소우주 전쟁                                    | 드라마시티 도쿄건물 Brillia HALL       | 사츠키                                 |                        |
| 9 - 21년 1  | 츠키 | WELCOME TO TAKARAZUKA -눈과 달과 꽃과-                | 다카라즈카 대극장 도쿄 다카라즈카 극장 |                                        |                        |
| 9 - 21년 1  | 츠키 | 피가르 광소곡                                         | 다카라즈카 대극장 도쿄 다카라즈카 극장 | 지지                                   |                        |
| 2021년      |      |                                                       |                                        |                                        |                        |
| 2 - 3       | 츠키 | 달 레이크의 사랑                                      | TBS아카사카ACT시어터 드라마시티        | 술집주인의 아내                        |                        |
| 5 - 8       | 츠키 | 오란키                                                | 다카라즈카 대극장 도쿄 다카라즈카 극장 | 남조의 뇨보                            |                        |
| 5 - 8       | 츠키 | Dream Chaser                                          | 다카라즈카 대극장 도쿄 다카라즈카 극장 |                                        |                        |
| 10 - 11     | 츠키 | 카와키리의 다리                                       | 하카타좌                               | 오코우                                 |                        |
| 10 - 11     | 츠키 | Dream Chaser ~새로운 꿈에~                            | 하카타좌                               |                                        |                        |
| 2022년      |      |                                                       |                                        |                                        |                        |
| 1 - 3       | 츠키 | 오늘 밤, 로맨스극장에서                               | 다카라즈카 대극장 도쿄 다카라즈카 극장 | 박영혜                                 |                        |
| 1 - 3       | 츠키 | FULL SWING!                                           | 다카라즈카 대극장 도쿄 다카라즈카 극장 |                                        |                        |
| 5           | 츠키 | Rain on Neptune』                                     | 마이하마 안피시어터                    | 아메시스트                             |                        |
| 7 - 10      | 츠키 | 위대한 개츠비                                         | 다카라즈카 대극장 도쿄 다카라즈카 극장 | 사리                                   |                        |
| 11 - 12     | 츠키 | 블랙잭 위험한 도박                                    | 전국투어                               | 빅토리아 여왕                          |                        |
| 11 - 12     | 츠키 | FULL SWING!                                           | 전국투어                               |                                        |                        |
| 2023년      |      |                                                       |                                        |                                        |                        |
| 2 - 4       | 츠키 | 응천의 문                                             | 다카라즈카 대극장 도쿄 다카라즈카 극장 |                                        |                        |
| 2 - 4       | 츠키 | Deep Sea -해신들의 카르나발-                          | 다카라즈카 대극장 도쿄 다카라즈카 극장 |                                        |                        |